# 连二亚硫酸
连二亚硫酸是一种硫的含氧酸，化学式为H2S2O4。它的游离态不稳定，但是它的盐能够稳定存在。
最初化学家通过量子化学从头计算得出C2对称性的结构HOS(=O)-S(=O)OH是分子式为H
2S
2O
4的化合物中最稳定的。这是由于该分子中存在分子间氢键。现在已经知道连二亚硫酸自发分解为SO2和S(OH)2。
它的盐当中连二亚硫酸钠用途较为广泛。